# Cima Valsorda
Cima Valsorda – szczyt w Alpach Fleimstalskich, w Alpach Wschodnich. Leży w regionie Trydent-Górna Adyga, w północnych Włoszech. Leży w południowo-zachodniej części grupy, sąsiaduje z Pajon na północy i Torre di Pisa na południu.